# 답동성당
답동성당(沓洞聖堂)은  인천광역시 중구 답동에 위치한 천주교 인천교구의 주교좌 대성당으로, 주보성인은 성 바오로이다. 인천교구 현 교구장은 3대 정신철(요한 세례자) 주교(2016년 11월 10일 착좌)이고, 답동성당은 한 명의 주임 사제와 한 명의 보좌신부와 두 명의 수녀를 두고 있다. 1981년 9월 25일 대한민국의 사적 제287호로 지정되었다.

## 역사
성당은 벽돌조 고딕양식으로, 1890년대에 건축된 대한민국의 성당 중에서 성공회 강화성당 등과 더불어 가장 오래된 서양식 근대 건축물 중 하나이다. 프랑스 천주교 선교사 코스트(한자명 高宜善) 신부의 설계로 1897년에 처음 건립되었고, 1937년 코스트 신부와 같은 소속인 P. 시잘레(한자명 池士元) 신부의 설계로 증축되었다. 앞면에 설계된 3개의 종탑은 건물의 수직 상승감을 더해주며, 8개의 작은 돌로 된 기둥이 8각의 종머리 돔을 떠받들고 있다. 앞면의 출입구는 화강석을 사용하여 벽감 모양의 아치로 하였다. 1979년에는 창문에 스테인드글라스를 설치하였다. 한때 답동성당의 옆에는 천주교 인천교구청이 있었다.

## 연혁
- 1889년 7월 1일 제물포 본당 창설.
- 1889년 7월 8일 초대 빌렘 신부 본당에서 최초의 미사 집전.
- 1889년 7월 본당(임시성당)정초식.
- 1890년 11월 1일 제2대 본당 주임 르 비엘 신부 부임.
- 1893년 7월 본당 착공. 샬트르 성 바오로 수도회 본당 분원 설치. 해성보육원 설치. 마리클레망스, 엠마누엘 박 사베리오 수녀 파견.
- 1893년 8월 수녀원 완공.
- 1895년 8월 11일 본당 정초식.
- 1896년 8월 15일 해성 보육원 완공.
- 1896년 11월 4일 본당 축성.
- 1899년 8월 샬트르 성 바오로 수도회 제물포 분원(이하 답동분원)여자기술학교 개교.
- 1900년 4월 17일 본당 종 축성.
- 1900년 10월 보좌 홍병철(烘炳喆)루까 신부 부임.
- 1901년 박문여고 개교.
- 1904년 4월 14일 제4대 본당 주임 전 으제니오 신부 본당 부임.
- 1909년 12월 18일 박문학교 설립. 교우수 1404명, 본당 구월리, 고잔. 새말, 부평에 공소설정.
- 1910년 교우수 1324명. 영종공소 경당 건립.
- 1912년 6월 26일 박문학교 여자부 설립.
- 1912년 9월 27일 교우수 1378명, 본당 대야동, 만수동 공소 설정.
- 1915년 2월 1일 본당 헌당식.
- 1915년 3월 10일 샬트르 성 바오로 수도회 해성 보육원 전담, 분원설치.
- 1917년 교우수 1328명. 본당 남동 공소 설정.
- 1925년 11월 17일 박문 보통학교 정식인가. 본당 강화 공소 설정.
- 1933년 4월 본당 개축공사.
- 1937년 3월 1일 박문유치원 개원.
- 1943년 12월 서곳 공소 설정
- 1945년 8월 15일 백마장(산곡)공소 설정
- 1947년 6월 8일 박문고등여학교 박문여자중학교로 개명
- 1957년 9월 22일  본당 레지오 마리애 [ 매괴의 모후 ] Pr. 결성
- 1957년 10월 26일  본당 레지오 마리애 [ 천지의 모후 ] Pr. 결성
- 1958년 9월 1일  교황청 인천 감목대리구 설정. 초대 감목 기본스 신부, 운영권 메리놀외방 전교회에 일임
- 1959년 3월 박문국민학교 운영권 샬트르 성 바오로 수도회에서 본당으로 이관
- 1959년 6월 6일 인천 감목대리구 대목구 승격. 초대 대목구장 나 굴리엘모(William Manaughton)신부
- 1959년 9월  레지오 마리애 [ 하늘의 문 ] Cu.결성
- 1959년 10월 1일  감목대리 기본스 신부 취임
- 1959년 10월 26일  나 굴리엘모 주교 착좌식
- 1959년 11월 16일  제6대 본당 주임 장 요한 신부
- 1962년 3월 25일  본당 가톨릭 신용협동조합 창설
- 1963년 8월  제7대 본당 주임 설 헬리꼬(Sullivan, Henry)신부, 티난신부
- 1968년 4월 16일  제8대 본당 주임 강의선(힐라리오)신부
- 1970년 1월 5일  제9대 본당 주임 박성규(분도)신부
- 1974년 5월 25일  [ 본당 85년사 ] 발간
- 1979년 6월 30일  본당 창문 스테인드 글래스 공사 착공
- 1980년 2월 7일  본당 창문 스테인드 글래스 축성식
- 1980년 2월 18일  제11대 본당 주임 김상용 신부
- 1980년 10월 26일  대형 전자 오르간 봉헌미사
- 1980년 9월 25일  문공부 답동 성당을 사적 제287호로 지정
- 1983년 4월 3일  교육관 축성식
- 1984년 2월 28일  제12대 본당 주임 송주석(안셀모)신부
- 1985년 1월 29일  마더 데레사 본당 방문
- 1986년 2월 3일 제13대 본당 주임 강용운(시몬)신부
- 1987년 8월 16일 본당 사제관 철거
- 1988년 1월 31일 사제관 건축 추진위원회 구성
- 1989년 7월 1일 답동 본당 창설 100주년
- 1989년 8월 30일 사제관 교리실 개축 및 수녀원 신축 완공
- 1989년 10월 28일 [답동 대성당 100년사] 발간
- 1992년 1월 15일 선재공소 성전 준공
- 1992년 2월 24일 제14대 본당주임 정윤화(베드로)신부
- 1992년 4월 25일 노엘성가대 20주년 기념행사
- 1996년 2월 5일 제15대 본당주임 이수일(제르바이오)신부
- 1997년 6월 30일 성바오르 주교좌성당 봉헌 60주년 축하미사
- 1999년 12월 10일 성당내 14처 및 성상5점 복원완료
- 2001년 1월 16일  제16대 본당주임 이학노(요셉)신부
- 2001년 6월 6일  교구설정 40주년기념 신앙쇄신대회(부천실내체육관)
- 2001년 9월 3일 성당내부 도색작업 및 크릭부분 보수공사. 사제관, 수녀원 내부전체 보수공사
- 2003년 7월 22일  샬트르 성 바오로 수도회 115주년 진출 기념미사
- 2003년 9월 7일  야외화장실 개·보수 완료
- 2003년 9월 26일  몬시뇰 서임미사
- 2004년 1월 17일  제17대 주임신부 김용환(세례자요한)신부 부임. 보좌신부 이경일(토마스) 부임
- 2004년 10월 31일  답동교육관 리모델링
- 2004년 12월 6일  보좌신부 송준희(베드로) 부임
- 2005년 2월 1일  성전 창호틀 교체 및 성전탑 기둥 공사
- 2005년 10월 20일  제2회 로사리오 축제

## 사진

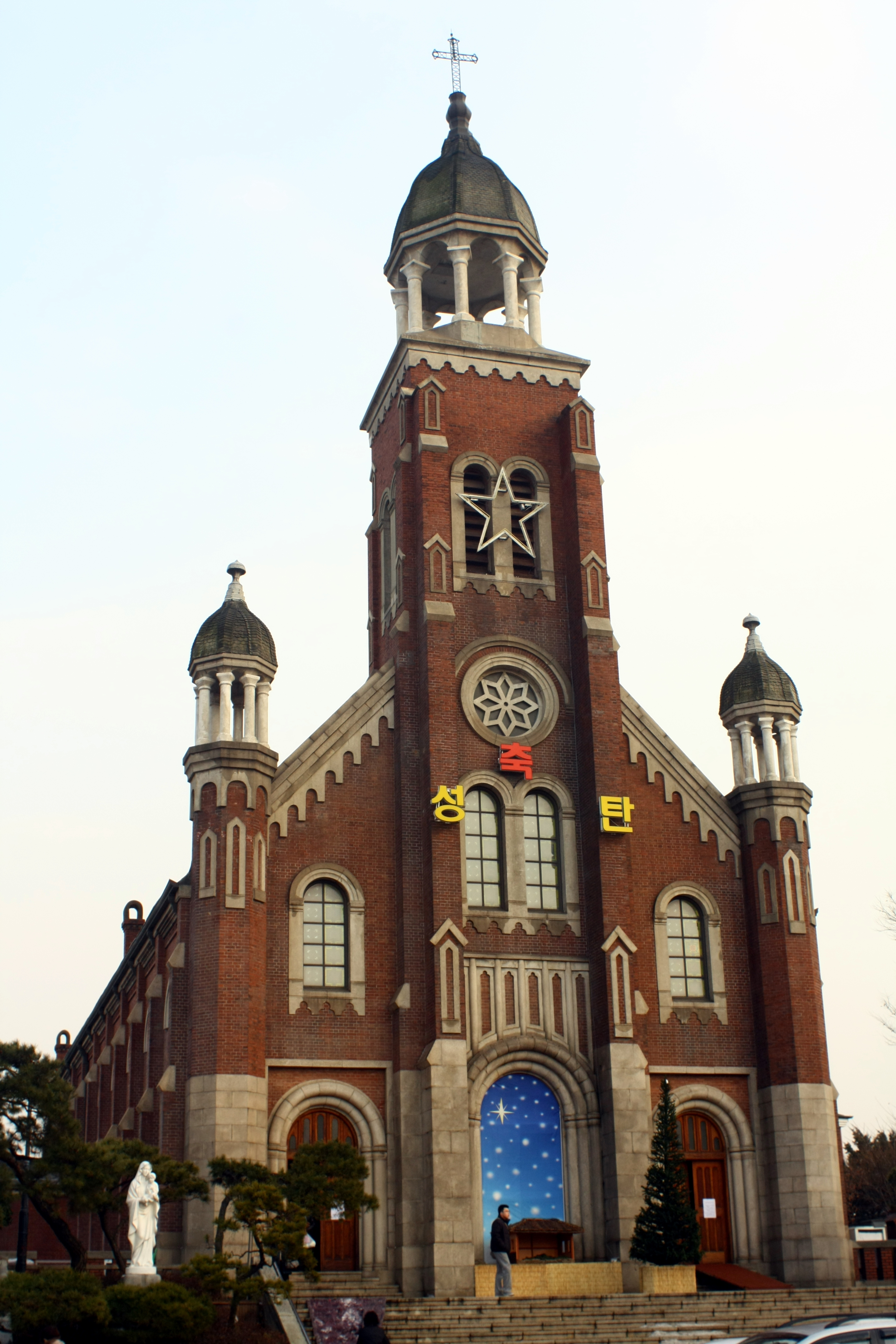
성당
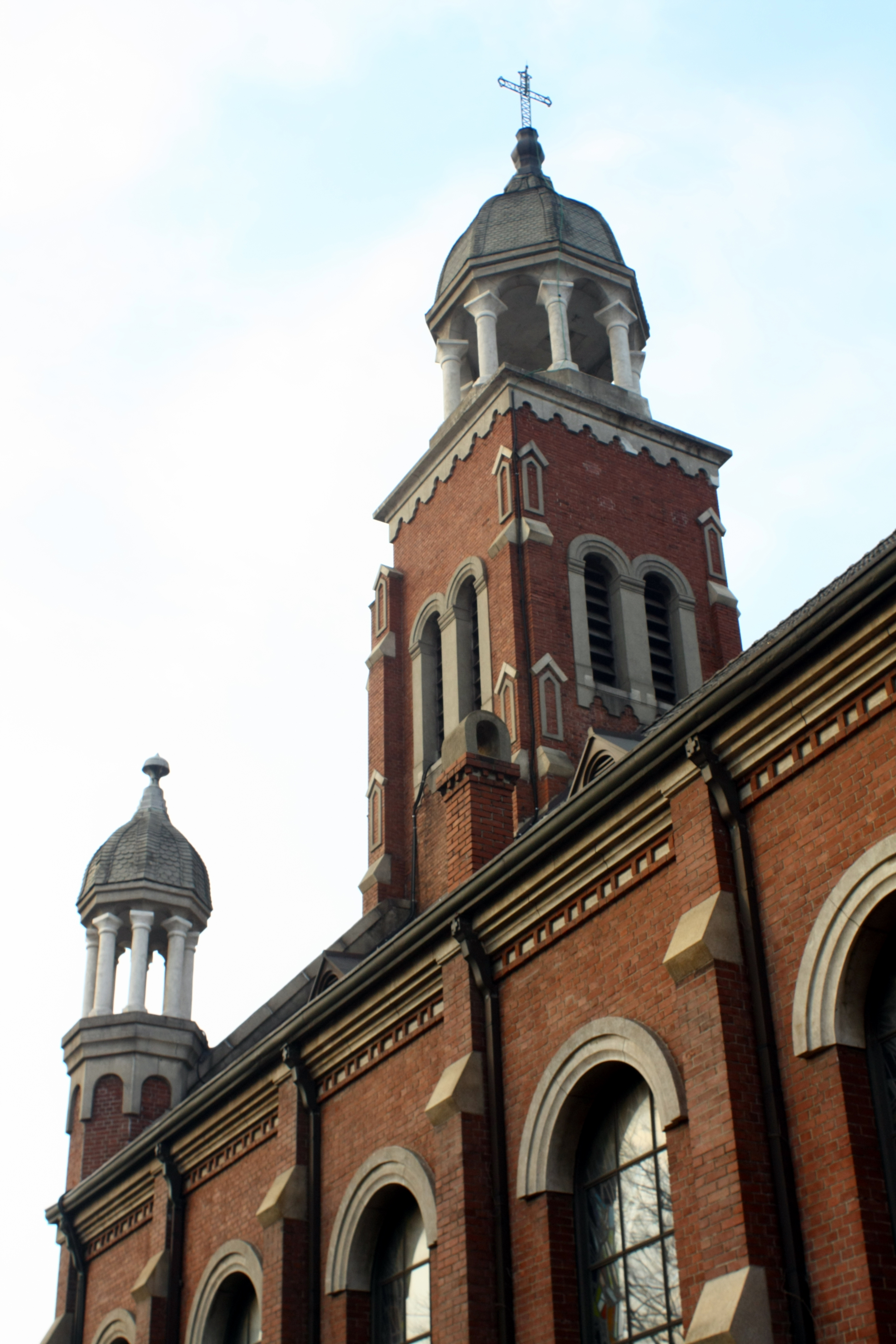
종탑
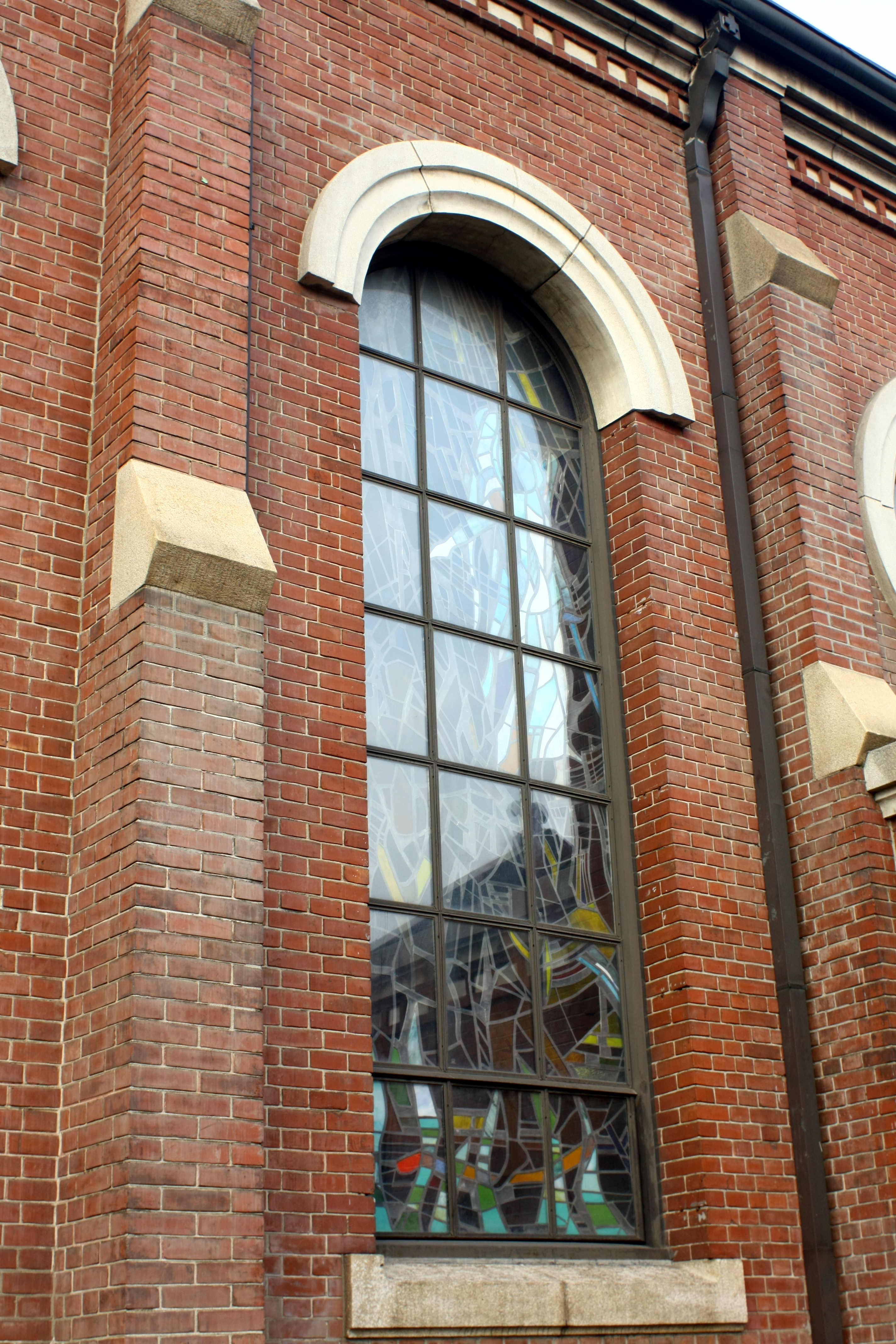
창문
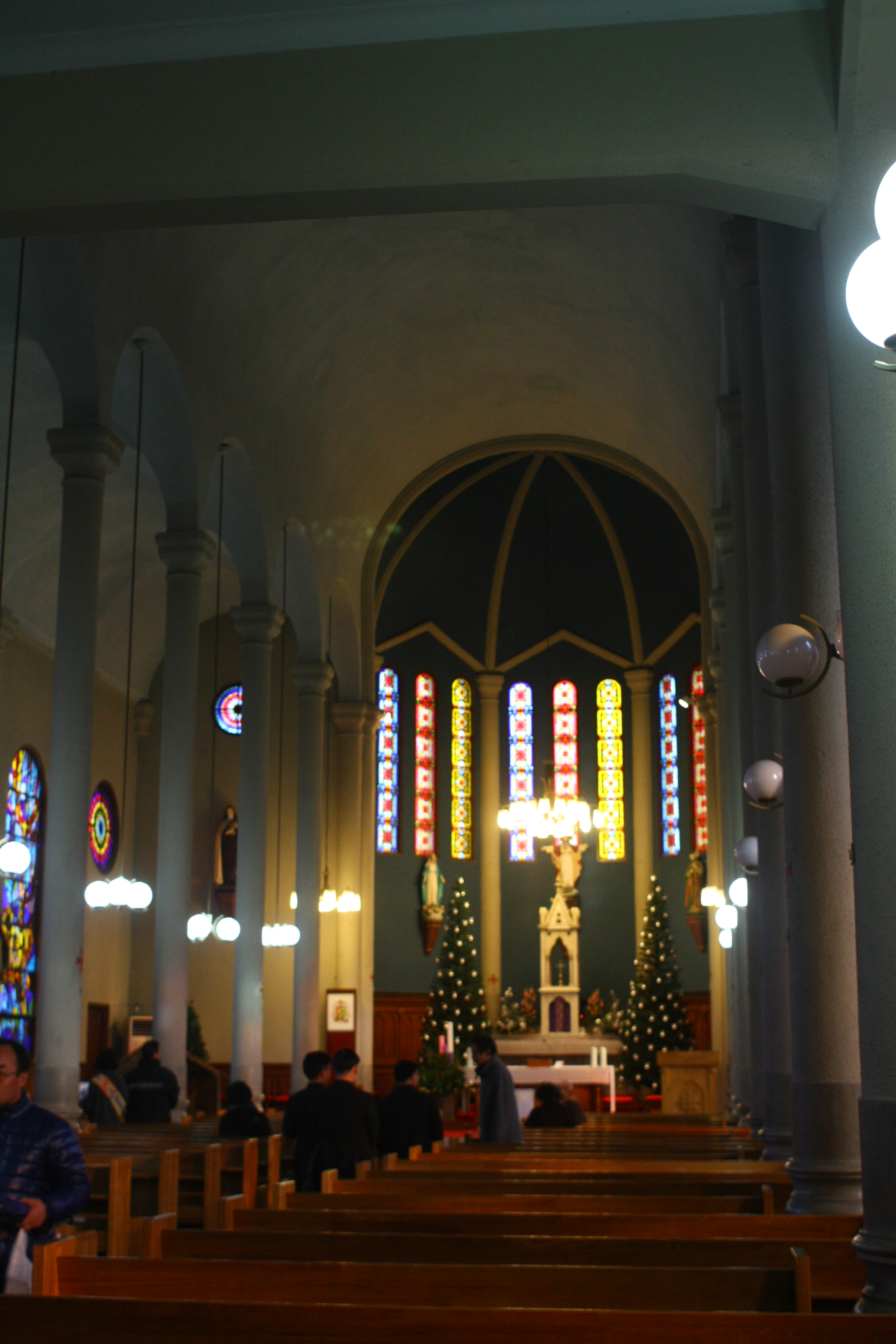
성당 내부
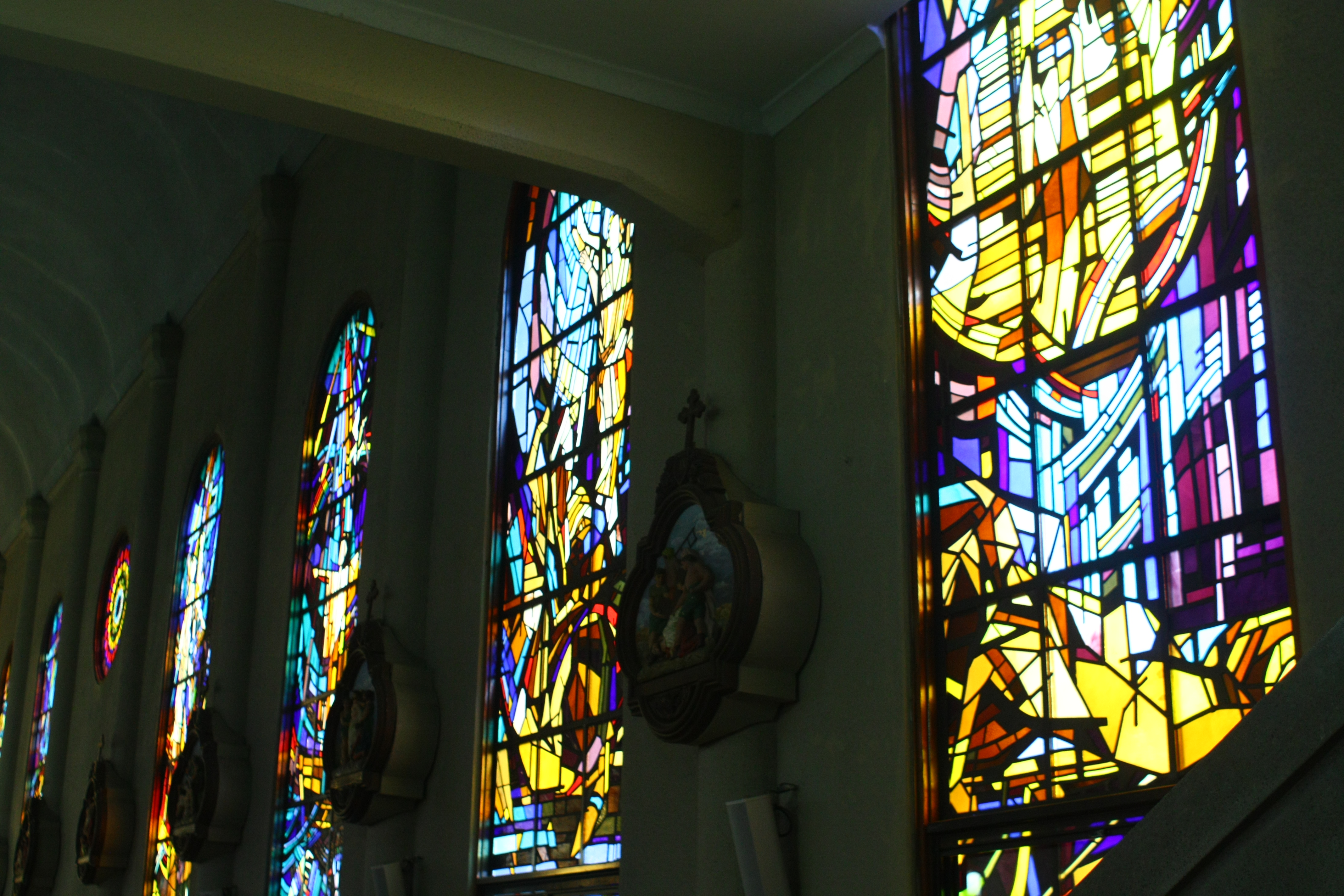
스테인드글라스
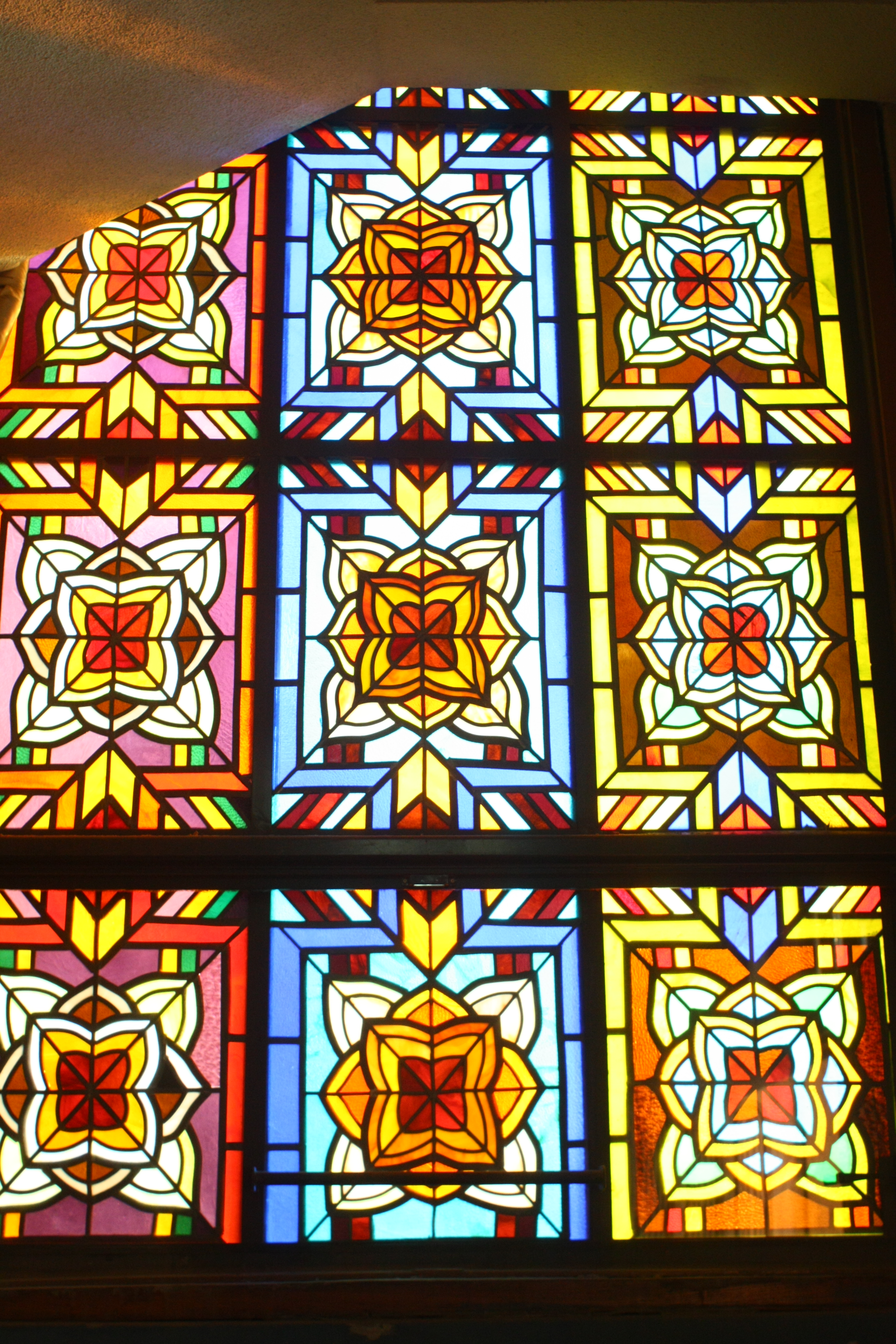
스테인드글라스

## 참고 문헌
- 이 문서에는 다음커뮤니케이션(현 카카오)에서 GFDL 또는 CC-SA 라이선스로 배포한 글로벌 세계대백과사전의 내용을 기초로 작성된 글이 포함되어 있습니다.
- 답동성당 - 국가유산청 국가유산포털